# موراية
موراية أو رأس الخزاميات (الاسم العلمي: Moraea)، جنس نباتات من فصيلة السوسنية، وصف لأول مرة على أنه جنس في عام 1758. أنواعه منتشرة في جميع أنحاء أفريقيا، والبحر الأبيض المتوسط، وسط وجنوب غرب آسيا. سُمي تكريمًا لعالم النبات الإنجليزي روبرت مور.